# Autochenille Saint-Chamond modèle 1921
Le Saint-Chamond modèle 1921 est un prototype de véhicule militaire réalisé en France dans l'entre-deux-guerres. Ce tracteur d'artillerie présentait la caractéristique de pouvoir se déplacer soit sur chenilles (sur terrain meuble ou accidenté) soit sur roues (sur une route carrossable). Il ne peut donc être définitivement classé ni comme un engin chenillé, ni comme un semi-chenillé (les roues et les chenilles ne pouvaient pas être mis en œuvre en même temps), ni comme un blindé à roues.